# Château de Lacassagne
Le château de Lacassagne, à Saint-Avit-Frandat (Gers) est un château dont la construction s’est étalée des XIIIe au XIXe siècles. Il est connu pour abriter la réplique de la salle du conseil des grands maîtres de l’ordre de Saint-Jean de Jérusalem, dont l’original se trouve à La Valette, sur l’île de Malte dans le Palais des grands maîtres.

## Toponymie
Le nom vient du gascon cassanha, « chênaie », lieu planté de chênes. La graphie la plus ancienne semble être la Cassaigne (ainsi l’écrit Jean-Bertrand de Luppé), on trouve fréquemment Lacassaigne ou La Cassagne, mais l’usage actuel est d’écrire Lacassagne.

## Historique
Le château se trouve dans un parc à l’anglaise créé au XVIIe siècle.
Autour de la tour-salle du XIIIe siècle, se sont successivement ajoutés des éléments architecturaux. La tour ronde, sur la façade nord-est, contient l’escalier qui desservait trois étages, deux aujourd’hui, puis furent ajoutées au XVIIe siècle les deux tours rondes qui encadrent le corps central. À la même époque l’ensemble est recouvert d’une toiture à comble brisé, à la Mansart, avec tuiles canal et tuiles plates. Au XVIIIe siècle les deux tours sont reliées, au niveau du premier étage, par un balcon supporté par des corbeaux. L’aile ouest a été rajoutée au XIXe siècle, ainsi que les communs (1850) qui délimitent la cour.
Le château a été inscrit et classé Monument historique le 20 février 1980 : sont protégées les façades et toitures du château, des communs et de l’orangerie, ainsi que la salle des Chevaliers de Malte avec son décor.

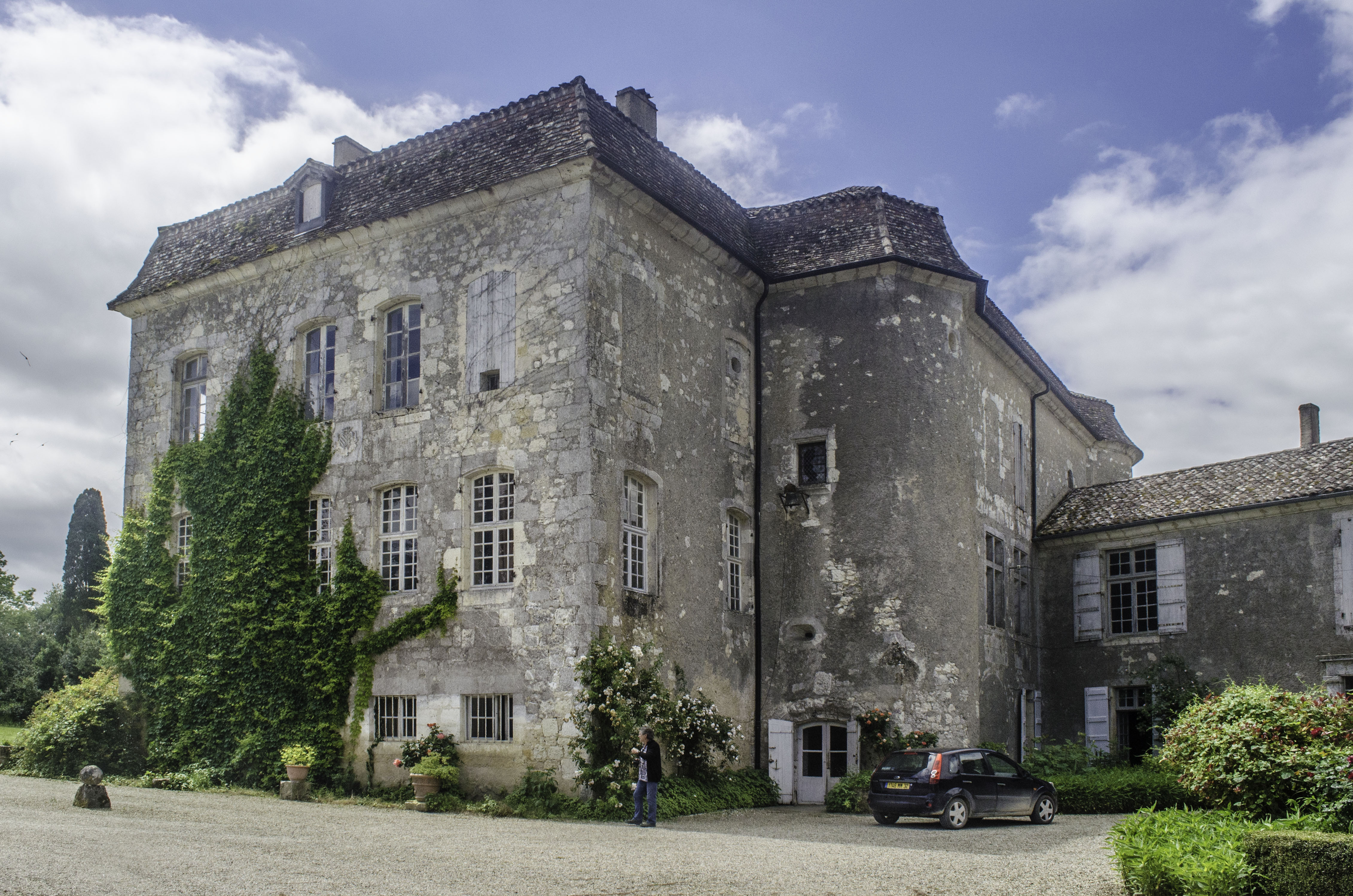
Angle Nord-Est
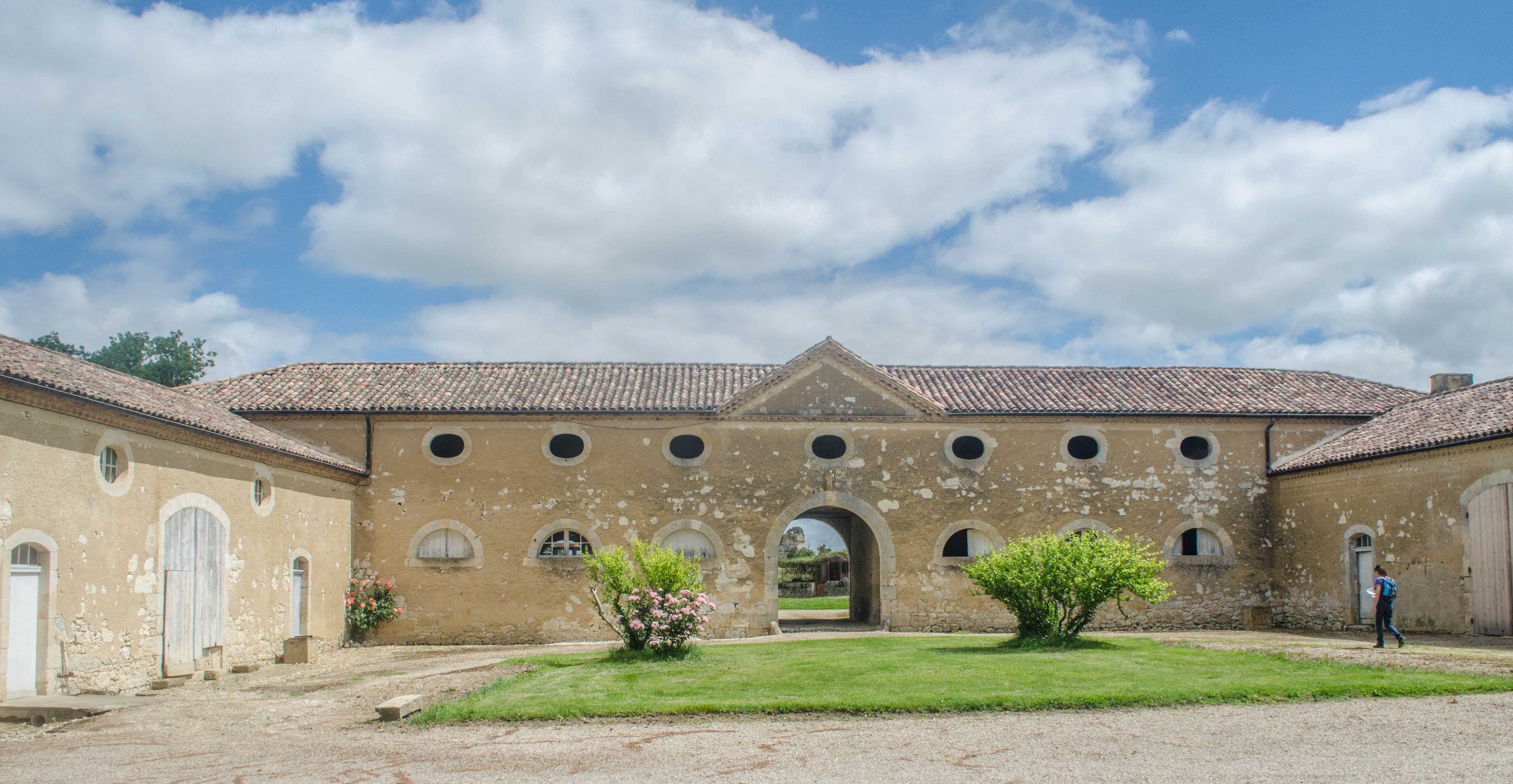
Les communs (1850)

## Salle des Chevaliers de Malte

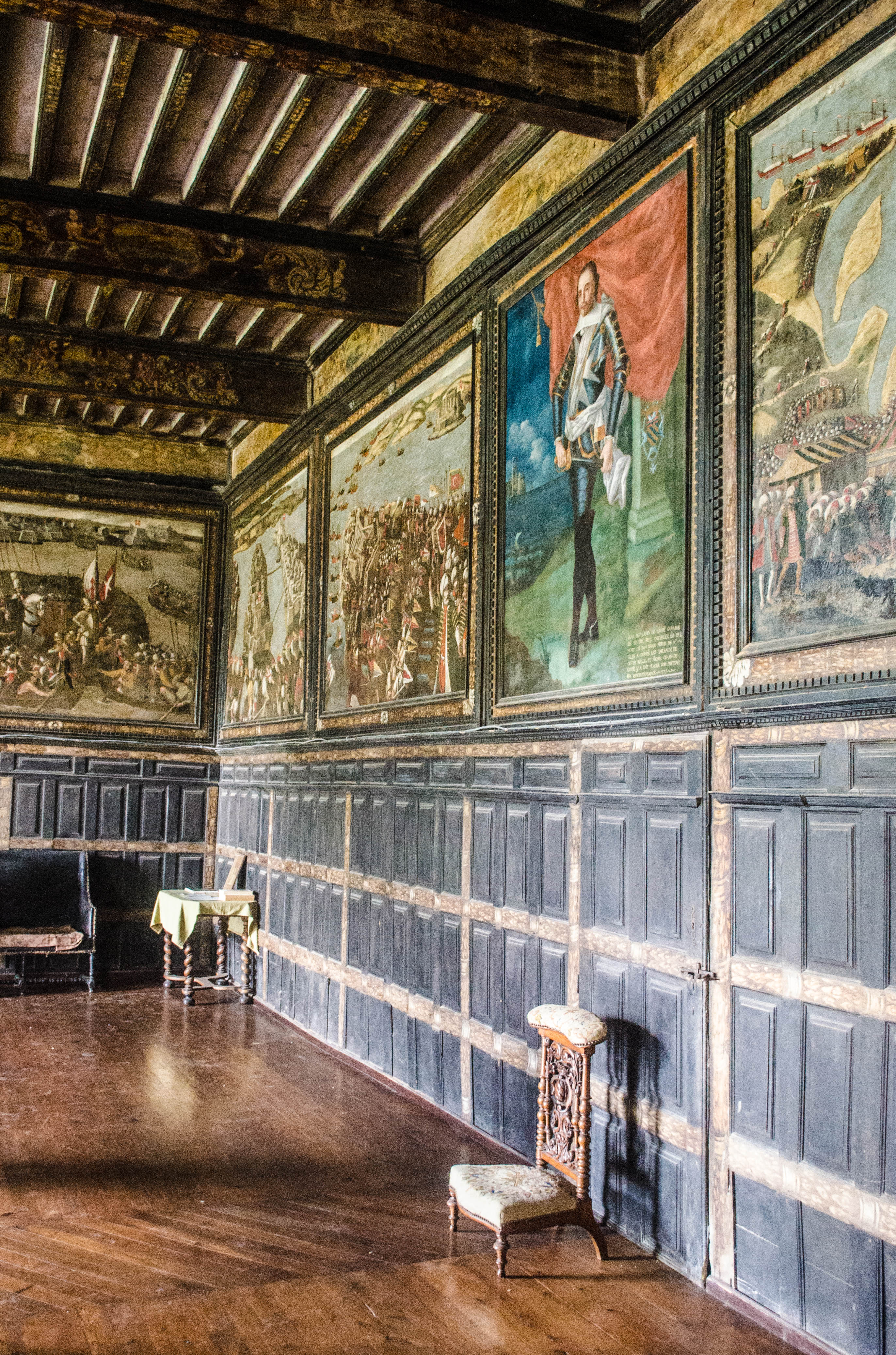
Salle des Chevaliers de Malte

La pièce majeure est la reproduction de la salle du conseil des grands maîtres de l’Ordre, au palais magistral de La Valette. Il ne s’agit pas d’une reproduction à l’identique, les deux salles n’étant pas de mêmes dimensions, et les peintures sur toile de Lacassagne présentent certaines différences avec les fresques de La Valette. Si la salle originale de La Valette n’a pas été détruite par un incendie en 1798, comme souvent affirmé à tort, elle a été endommagée par les bombardements de la IIe Guerre mondiale et a dû être restaurée, ce qui donne à Lacassagne une valeur documentaire supplémentaire. 
Au premier étage, cette salle fut aménagée et décorée entre 1620 et 1640 sur ordre du propriétaire du château, Jean-Bertrand de Luppé du Garrané (mort en 1664), chevalier dans l’ordre de Saint-Jean de Jérusalem, prieur de Saint-Gilles, auteur de mémoires sur ses voyages en Méditerranée. Le château, depuis 1582, est resté propriété de sa famille jusqu’à une époque récente. 
Cette salle, mesurant 13 m sur 9, haute de 5 m, abrite quatorze grandes peintures représentant les épisodes du Grand Siège de Malte par Soliman le Magnifique, en 1565, ainsi qu’un portrait en pied de Jean-Bertrand de Luppé. Des lambris de chêne recouvrent la base des murs jusqu’à 2 mètres de hauteur, découpés en panneaux par des bandeaux peints de galons laurés. Une cheminée monumentale de même hauteur, aussi en bois, est ornée de personnages allégoriques et timbrée de la croix de Malte. Au-dessus, les toiles occupent le reste de l’espace. Ces toiles furent exécutées sur place, à La Valette, par des artistes de l’école italienne, qui ont copié les œuvres originales, les fresques de Matteo Pérez d'Aleccio, dans la salle du conseil des grands maîtres de l’Ordre. Les boiseries et les poutres du plafond ont également reçu une décoration peinte. Sur les poutres, quarante cartouches représentent des vues de Malte.
Le cycle de Matteo Pérez d’Aleccio fut largement diffusé, d’abord par l’artiste lui-même, qui en fit un recueil de gravures en 1582, puis par Francesco Lucini (1631). Le cycle de Lacassagne revient à la peinture, non plus à fresque, mais sur toile. Douze tableaux reprennent les originaux de d’Aleccio (l’un d’eux a été coupé en deux pour s’adapter aux dimensions de la salle et de ses fenêtres), un treizième est ajouté, représentant une vue de La Valette, qui figurait dans les recueils de gravures mais pas dans les peintures d’origine, et le quatorzième est le portrait posthume de Jean Bertrand de Luppé. Le fait que les tableaux reprennent une vue de Malte qui ne se trouve que dans les reproductions d'Aleccio peuvent donner à penser que l'ensemble n'est que reproduction des gravures d'Aleccio et non faites à Malte d'après les originaux.
D’autres exemples de copies de ce cycle existent, dont huit tableaux conservés au musée maritime de Greenwich, qui seraient possiblement des modèles exécutés par d’Aleccio lui-même.

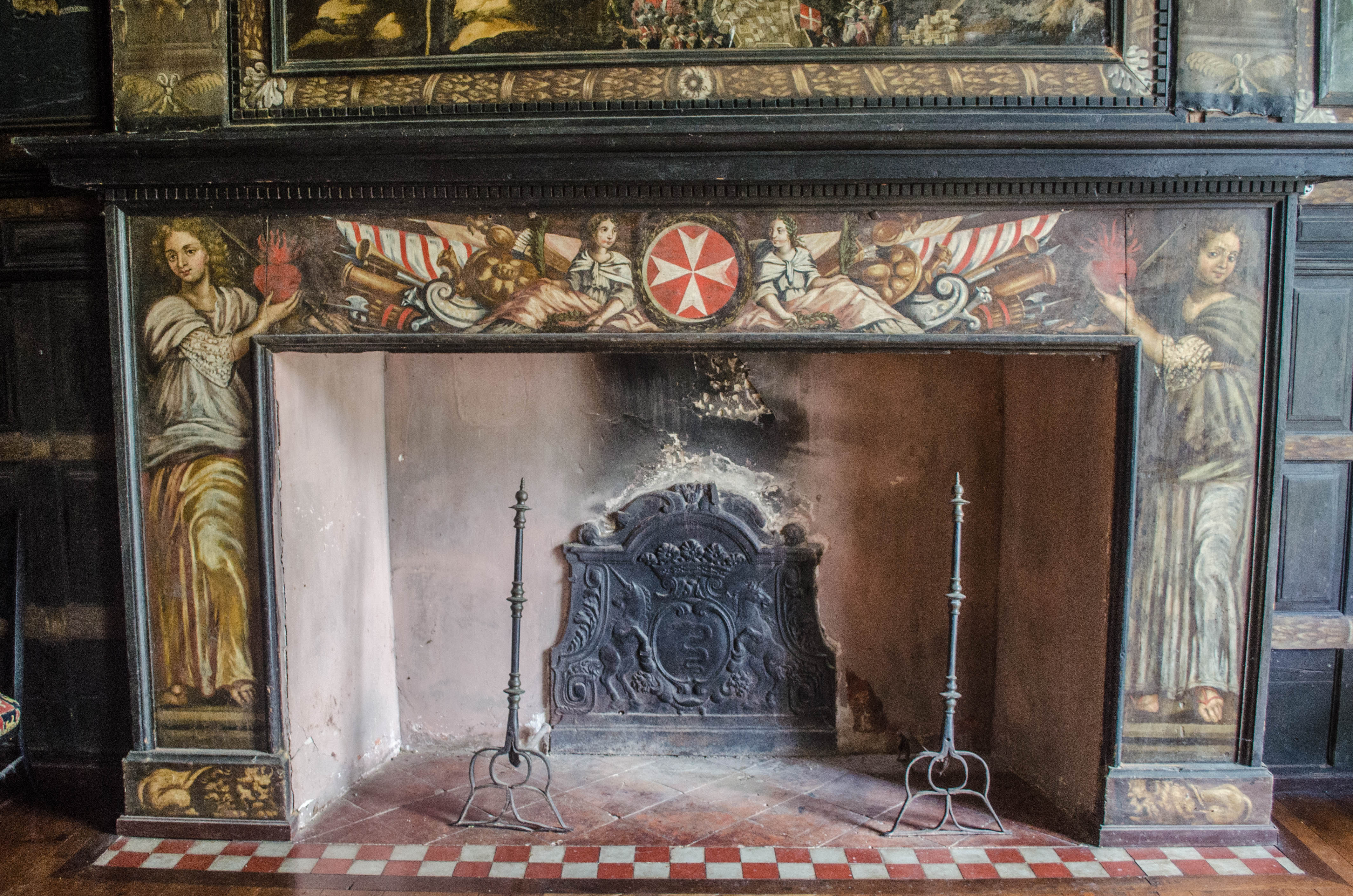
Cheminée
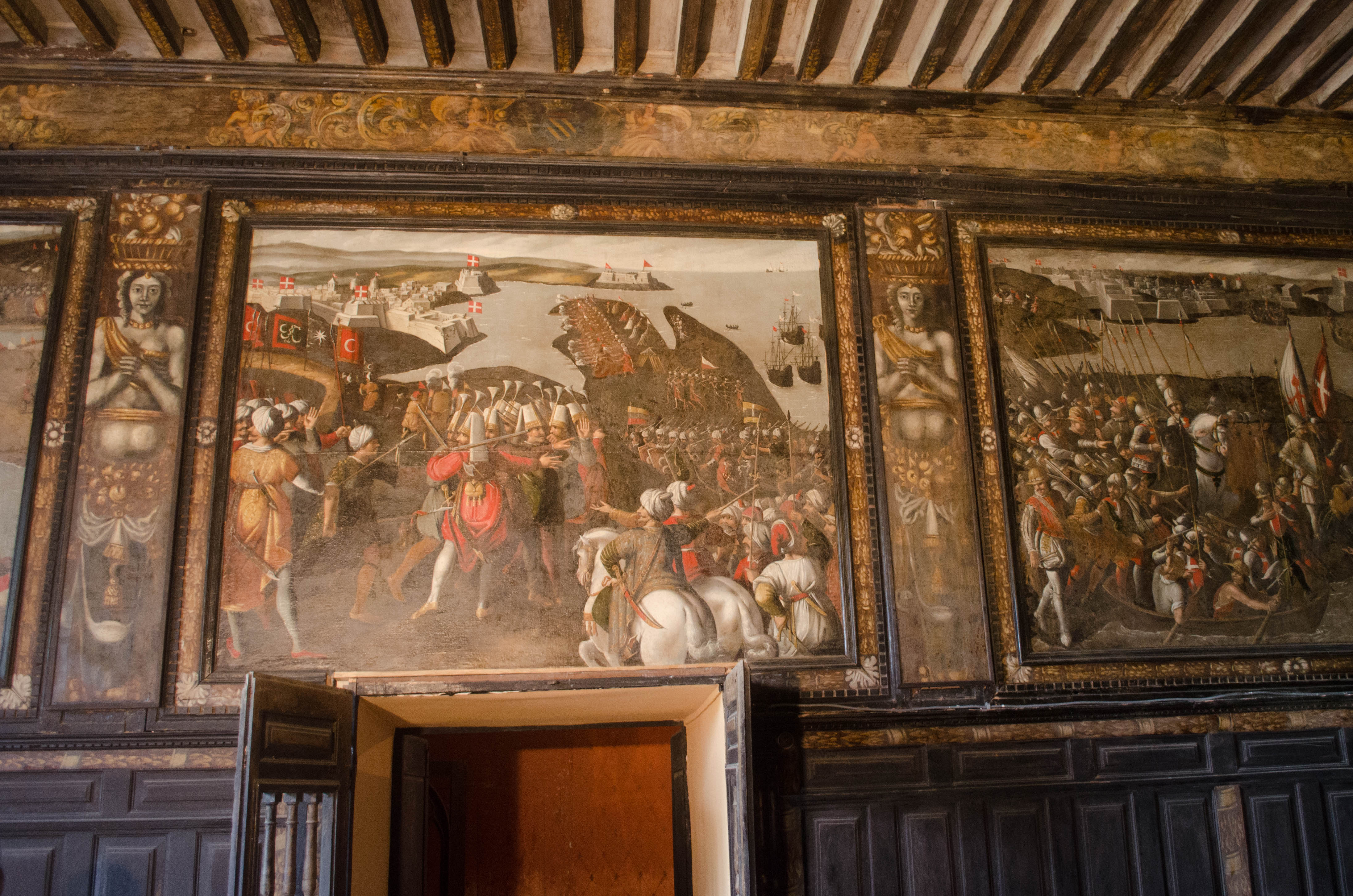
Entrée de la salle, peintures
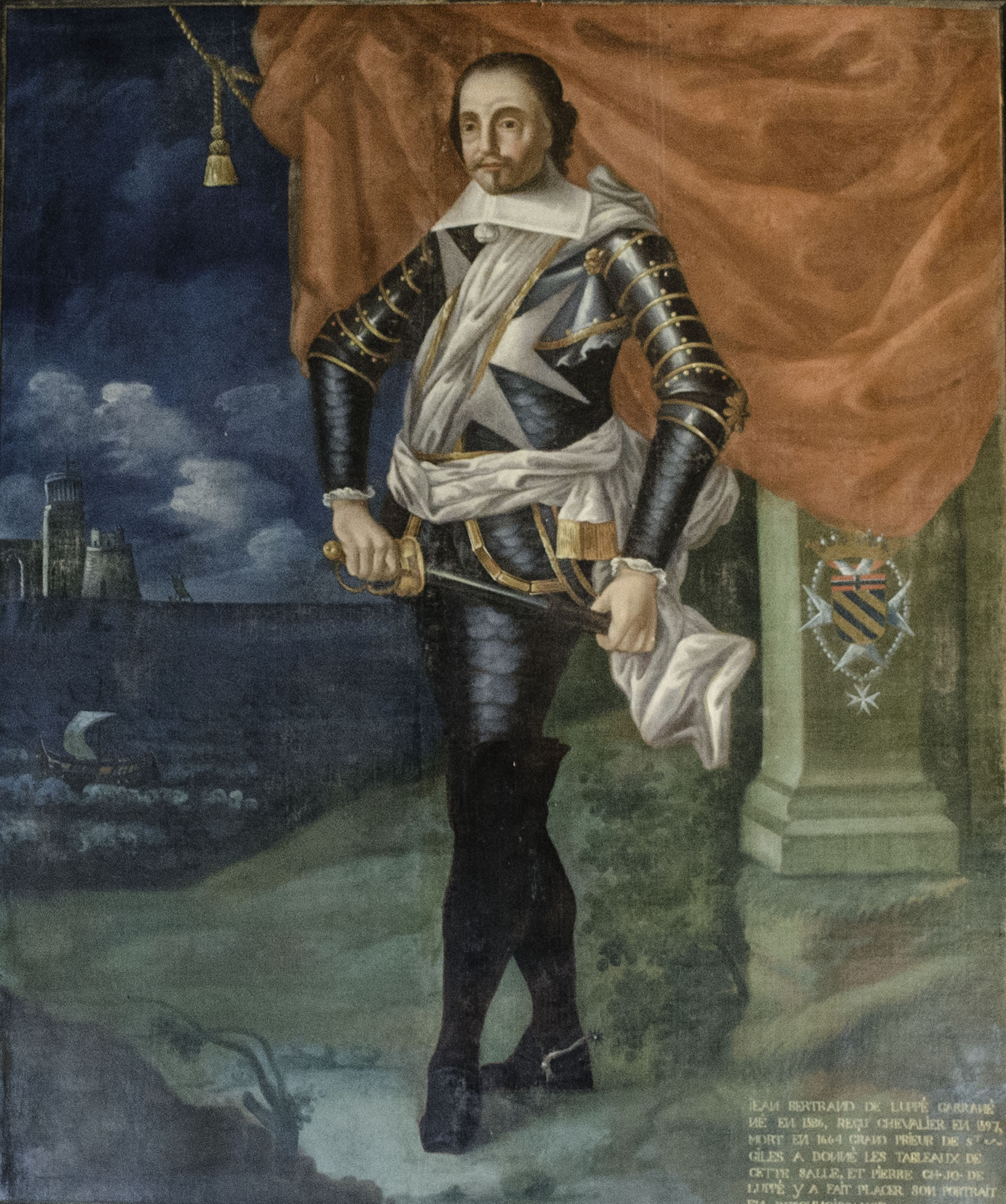
Portrait de Jean Bertrand de Luppé du Garrané
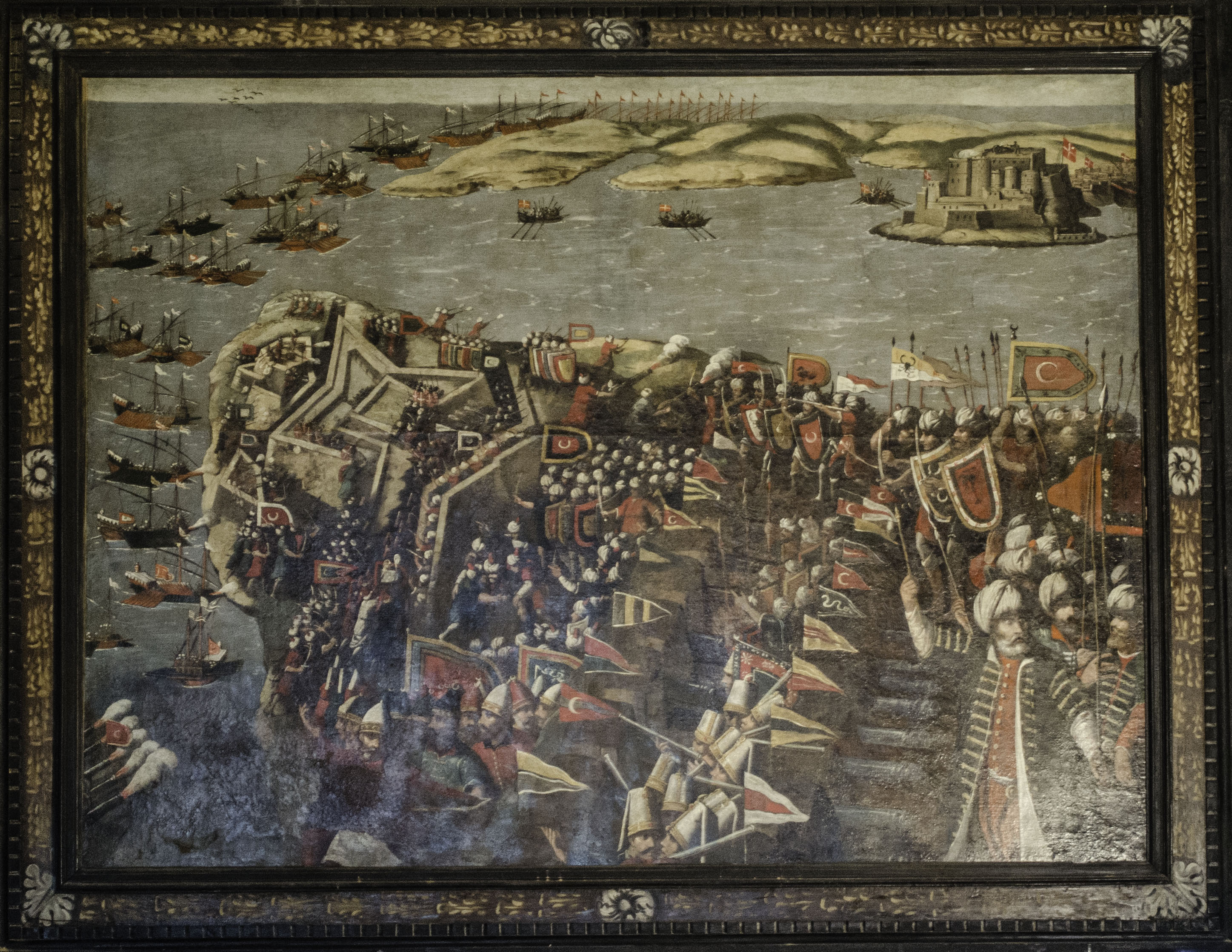
Peinture

## Sources
- Notice no PA00094910, sur la plateforme ouverte du patrimoine, base Mérimée, ministère français de la Culture